# La prima stella (singolo)
La prima stella è un singolo del cantautore italiano Gigi D'Alessio, il primo estratto dal ventitreesimo album in studio 24 febbraio 1967 e pubblicato il 9 febbraio 2017.

## La canzone
Si tratta di una dedica alla madre, scomparsa quando l'artista aveva 18 anni. Il brano è stato presentato per la prima volta dal vivo al Festival di Sanremo 2017.

## Video musicale
Il videoclip, diretto da Luca Fordellone, è stato pubblicato il 9 febbraio 2017 attraverso il canale YouTube del cantante.

## Tracce
1. La prima stella – 4:07